# Domašinec
Domašinec  è un comune della Croazia di 2 459 abitanti della Regione del Međimurje.